# Ike Vil
Ike Vil também conhecido como Ilkka Salmenpohja, é um músico e tradutor finlandês. Vil é mais conhecido omo vocalista e tecladista da banda finlandesa de Heavy Metal Babylon Whores, da qual faz parte da banda desde sua fundação em 1994. Ele fez uma participação como convidado especial na canção "The Kinslayer" do álbum "Wishmaster" da banda também finlandesa de Symphonic Metal Nightwish lançado em 2000. Em 2004, Ike Vil se formou em mestrado pelo Departamento de Antropologia Social e Cultural da Universidade de Helsinque. Sua tese, "Babilônia. Uma dissertação sobre o diabo, o culto ao mito de Satanás e a música rock" foi concluída em 2000.
Vil traduziu livros publicados pelo Like para o finlandês, p. Alquimistas da Consciência de Gary Valentin, Chique gótico de Gavin Baddeley, e Please Kill Men de Pernas McNeilin.
Em 2012, Ike Vil formou uma nova banda chamada Sleep of Monsters (SOM). O álbum de estréia da banda Produces Reason foi lançado em 2013.